# Karl Mühlek
Karl Mühlek (* 25. Juli 1930 in Röttingen; † 15. Februar 2025 in Würzburg) war ein deutscher römisch-katholischer Theologe und Religionspädagoge.

## Leben
Karl Mühlek legte 1948 am Wirsberg-Gymnasium in Würzburg sein Abitur ab, trat in das Priestermeinar in Würzburg ein und studierte von 1948 bis 1953 Katholische Theologie an der Julius-Maximilians-Universität Würzburg. Am 19. Juli 1953 empfing er durch den Würzburger Bischof Julius Döpfner die Priesterweihe. Er war zunächst Kaplan in Unserer Lieben Frau in Würzburg und Präfekt am Kilianeum in Würzburg. Ab 1957 war er Religionslehrer an der Städtischen Berufsschule in Schweinfurt. 1961 erfolgte die Ernennung zum Subregens am Bischöflichen Klerikalseminar in Würzburg. 1969 wurde er an der Pädagogischen Hochschule in Würzburg tätig und beendete seine Doktorarbeit an der Universität Würzburg. 1972 wurde er mit einer Dissertation „Dynamische Gemeinschaft: zur Lehre Herman Schells von der Kirche“ bei Josef Hasenfuß zum Dr. theol. promoviert und war im Schulreferat des Bischöflichen Ordinariats in Würzburg tätig, insbesondere in der Aus- und Weiterbildung der Lehramtsanwärter.
Ab 1974 übernahm Mühlek die Lehrstuhlvertretung von Eugen Paul an der Universität Passau; ein Jahr später erfolgte die Ernennung zum außerordentlichen Professor für Religionspädagogik und Katechetik an der Universität Passau und 1978 die Ernennung zum ordentlichen Professor für Religionspädagogik und Katechetik. Von 1983 bis 1985 sowie von 1993 bis 1995 war er zudem Dekan der Katholisch-Theologischen Fakultät der Universität Passau. Als einer der Gründerväter der Universität Passau war er Senatsmitglied der Universität. 1998 wurde er emeritiert und übernahm eine Gastprofessur an der Katholisch-Pädagogischen Fakultät St. Ondrej der Universität Žilina in Ružomberok in der Slowakei.
Mühlek verfasste zahlreiche Artikel im Biographisch-Bibliographischen Kirchenlexikon (BBKL). Er engagierte sich im Deutschen Katecheten-Verein (langjähriger Diözesanvorsitzender) und im Verwaltungsrat des Religionspädagogischen Zentrums in Bayern sowie in der Passauer Liebfrauen Schiffleut und Salzfertiger-Bruderschaft.
Karl Mühlek starb am 15. Februar 2025 in Würzburg im Alter von 94 Jahren; er lebte seit 2011 in einem Würzburger Seniorenheim.

## Ehrungen und Auszeichnungen
- Päpstlicher Ehrenprälat (1984)

## Schriften
- Dynamische Gemeinschaft: Zur Lehre Herman Schells von der Kirche, Schöningh 1973, ISBN 978-3-506-70179-4
- Ehe bauen. Arbeitshilfen für die Ehevorbereitung, Lahn 1978, ISBN 978-3-7840-1033-5, mit M. Zulehner, Paul Isidor Baumgartner
- Religionsbuch für die Hauptschule: Lehrerhandbuch, 1984, ISBN 978-3-403-01468-3, mit Andreas Baur (Herausgeber), Carina Auth (Autor), Peter Franke (Autor), Ulrich Haaf (Autor), Georg Hahn (Autor), Maria Knoll (Autor), Karl Mühlek (Autor), Gerhard Paulus (Autor), Fritz Weidmann (Autor)